# EA Sports F1
EA Sports F1 est une série de jeux vidéo de Formule 1 éditée par EA Sports.

## Liste de jeux
- F1 2000
- F1 Championship : Saison 2000
- F1 Manager
- F1 2001
- F1 2002
- F1 Challenge '99-'02 (ou Career Challenge sur console)